# Lasionycta subdita
Lasionycta subdita là một loài bướm đêm thuộc họ Noctuidae. Nó là một loài bán hàn đới và được tìm thấy ở Labrador, Quebec và Ontario to Churchill, Manitoba bên bờ tây của vịnh Hudson. Một số được tìm thấy ở dãy núi White của New Hampshire.
Con trưởng thành bay vào tháng 7.